# Diatrype polycocca
Diatrype polycocca är en svampart som beskrevs av Fuckel 1870. Diatrype polycocca ingår i släktet Diatrype och familjen Diatrypaceae.   Inga underarter finns listade i Catalogue of Life.